# الدقدوقي
محمد بك الدقدوقي، عزبة تابعة لقرية أبيوقا[ ؟ ] بالوحدة المحلية لقرية كنيسة الصرادوسي، التابعة لمركز دسوق، التابع لمحافظة لمحافظة كفر الشيخ في جمهورية مصر العربية.